# Provikmo
Provikmo was een Externe Dienst voor Preventie en Bescherming op het Werk in België, met de hoofdzetel in Brussel (Brussels Hoofdstedelijk Gewest, België). Ze werd op 1 januari 2007 gevormd uit de fusie van IKMO en Provilis.
Op 10 september 2018 ging Provikmo op haar beurt samen met ADMB en Zenito op in de nieuwe dienstengroep Liantis.

## De fusiebedrijven

### IKMO
IKMO vzw (Intergeneeskundige dienst voor Kleine en Middelgrote Ondernemingen) had haar hoofdzetel in Brugge (West-Vlaanderen, België).
Het was met ruim 200 medewerkers een van de grotere externe diensten voor preventie en bescherming op het werk in België. Het bedrijf leverde diensten aan 28.000 werkgevers, voor een totaal van 280.000 werknemers.

### Provilis
Provilis had de hoofdzetel in Namen (Namen, België). Ze was sinds 1999 actief.
Het was met circa 500 aangesloten ondernemingen - samen goed voor meer dan 55.000 werknemers - een van de kleinere externe diensten voor preventie en bescherming op het werk in België. Ze had een territoriale bevoegdheid in het Waals Gewest en het Brussels Hoofdstedelijk Gewest.

## Centra
Provikmo had centra in Asse, Brugge, Brussel, Edegem, Eupen, Gent, Harelbeke, Hasselt, Herentals, Izegem, Kortrijk, Londerzeel, Luik, Menen, Namen, Poperinge, Puurs, Roeselare, Torhout, Verviers en Veurne. Deze centra blijven operationeel onder de nieuwe naam Liantis preventie en welzijn.

## Taken
Provikmo zorgde voor de periodieke medische onderzoeken van onderworpen werknemers, en legde zich op het gebied van risicobeheersing toe op de domeinen ergonomie, psychosociale belasting, bedrijfsgezondheidszorg, hygiëne & toxicologie, arbeidsveiligheid en milieu.